# 오아소촌
오아소촌(大麻生村)은 사이타마현의 북부 오사토군에 속했던 촌이다. 현재의 구마가야시에 해당한다.

## 역사
- 1889년 4월 1일 - 정촌제 시행에 수반해 오사토군 오아소촌이 성립하였다.
- 1941년 4월 10일 - 구마가야시에 편입해 소멸하였다.